# Maureen Kaila Vergara
Maureen Kaila Vergara, née le 17 décembre 1964 à San Francisco (Californie), est une coureuse cycliste. Elle possède la double nationalité américaine et salvadorienne. Elle représente le pays d'origine de sa mère, le Salvador aussi bien sur des épreuves sur piste que sur route. Elle participe à deux Jeux olympiques.

## Repères biographiques
Née au Salvador et émigrée aux États-Unis avec ses parents en 1945, Ann Vergara Lencioni a élevé ses trois enfants dans le mélange des deux cultures et des deux langues. Maureen Kaila Vergara a grandi, ainsi, à Mountain View, au sud de la baie de San Francisco et vivait en 1996 à Oakland, toujours dans la baie.  Elle se rend pour la première fois dans son pays d'adoption, ruiné par douze ans de guerre civile, à cette époque. Maureen emporte avec elle les dons en matériel et équipement qu'elle a collectés et qu'elle offre à la fédération de cyclisme du Salvador. Avant de devenir cycliste professionnel, Maureen a travaillé trois ans comme ambulancière (auxiliaire médicale) municipale à San Francisco puis deux ans pour une compagnie d'ambulances à Oakland.
| Image externe |                                                                 |
|               | Maureen Kaila Vergara aux championnats du monde sur piste 1995. |

Elle se présente à la course aux points des Jeux d'Atlanta forte de sa dixième place acquise aux précédents mondiaux et surtout du podium obtenu en Grèce lors d'une manche de Coupe du Monde, quelques semaines auparavant. De plus sachant que personne ne domine réellement la discipline, elle pense pouvoir décrocher une médaille, qu'elle aurait dédié à son grand-père (salvadorien). Accompagné de son frère comme mécanicien, Maureen Kaila Vergara est tout proche de réussir son objectif et d'offrir la première médaille olympique au Salvador. En tête au début de l'épreuve, elle est toujours en liste pour la médaille d'argent lorsqu'elle chute dans le dernier tour. Ce qui la fait rétrograder à la cinquième place finale.
Un an plus tard, elle dispute les championnats panaméricains en Colombie. À la surprise de la presse locale, elle remporte l'épreuve du contre-la-montre devant deux Cubaines. Percutée volontairement par une voiture lors d'une sortie d'entraînement en janvier 1998, Maureen Kaila dispute, néanmoins, en août, les XXVIIIe Jeux d'Amérique centrale et des Caraïbes. Elle confirme le résultat de l'année précédente et met un terme à quarante-quatre ans de disette pour la délégation salvadorienne, privée de médailles depuis 1954. Sous la houlette de son entraîneur trinidadien Roger Farrell, l'athlète s'impose dans le contre-la-montre et assortit ce résultat d'une médaille d'argent dans la course aux points,. Par contre, à sa grande déception, il n'en va pas de même lors des XIIIe Jeux panaméricains, à l'été 1999. Porte-drapeau de la délégation salvadorienne, elle termine cinquième du contre-la-montre, devancée par deux Américaines et deux Canadiennes. Sur la piste, elle est également dominée lors de l'épreuve de course aux points et termine ces Jeux par la course en ligne. Seule représentante de sa sélection, Vergara pâtit du travail d'équipes des autres délégations et ne peut se mêler à la lutte pour la victoire.
En novembre de la même année, elle est renversée par une voiture, elle subit de graves blessures et doit se faire opérer d'un nerf spinal. Elle perd le goût de la compétition, au point d'envisager le terme de sa carrière cycliste lors des Jeux de Sydney, plusieurs mois à l'avance. Marquée par le décès d'une de ses coéquipières peu de temps avant son départ pour l'Australie, l'épreuve de la course aux points est une désillusion. Ses tentatives de fugue sont toutes neutralisées, notamment par la future championne olympique Antonella Bellutti. Maureen Kaila Vergara est systématiquement débordée lors des emballages ponctuant la course et termine dernière.
Aujourd'hui, elle vit loin du tumulte médiatique des compétitions sportives et est actuellement policière à Oakland.

## Palmarès sur route

### Jeux olympiques
- Atlanta 1996
  - Abandon lors de la course en ligne[11].

### Championnats du monde
- Duitama 1995
  - 28e du contre-la-montre.

### Jeux panaméricains
- Winnipeg 1999
  - Cinquième du contre-la-montre[12].
  - Dix-septième de la course en ligne[8].

### Championnats panaméricains
- Cali 1997
  -  Championne panaméricaine du contre-la-montre.

### Jeux d'Amérique centrale et des Caraïbes
- Maracaibo 1998
  -  Médaillée d'or du contre-la-montre.

### Championnats des États-Unis
- 1995
  - Cinquième du contre-la-montre.
- 1997
  - Septième du contre-la-montre.
- 1998
  - Neuvième du contre-la-montre.

## Palmarès sur piste

### Jeux olympiques
- Atlanta 1996
  - Cinquième de la course aux points[13].
- Sydney 2000
  - Dix-septième de la course aux points[14].

### Championnats du monde
- Bogota 1995
  - Dixième de la course aux points.
  - 29e de la poursuite individuelle (éliminée en qualifications)[15].

### Coupe du monde
- 1996
  - 3e de la course aux points à Athènes.

### Jeux panaméricains
- Winnipeg 1999
  - Cinquième de la course aux points[16].

### Jeux d'Amérique centrale et des Caraïbes
- Maracaibo 1998
  -  Médaillée d'or de la course aux points[17].